# Kommunfritt område
Kommunfritt område är ett område som ligger utanför kommunindelningen i ett land och således inte tillhör någon kommun. Således har de inte skolor och annat förvaltat på vanligt sätt, om sådant över huvud taget finns, och inga kommunala val. Sådana områden kan vara till exempel stora obebodda områden eller militära övningsfält, direkt underställda respektive lands krigsmakt.

## Förekomst
Företeelsen är ovanlig i Europa och förekommer inte i Sverige idag. Däremot utgjorde Kungliga Djurgården i praktiken ett kommunfritt område före inkorporeringen med Stockholms stad 1868.
I Danmark utgör däremot Ertholmene ett sådant område. Det ingår inte i Bornholms kommun utan är direkt underställt det danska försvarsministeriet, och de 96 invånarna (2008) betalar varken kommunalskatt eller sundhedsbidrag (ett slags statlig sjukvårdsskatt).
I Norge ligger Jan Mayen, Svalbard och Bouvetön utanför landets kommunala indelning. På Svalbard har dock huvudorten Longyearbyen sedan år 2004 en kommunliknande lokal administration, kallad Longyearbyens lokalstyre.
Även i till exempel Tyskland förekommer kommunfria områden (gemeindefreie Gebiete). Dessa områden är ofta obebodda, till exempel större skogsområden eller insjöar. Det största kommunfria området i Tyskland ligger i Oberharz i Niedersachsen och heter Harz (Landkreis Goslar); det har en yta på 371 kvadratkilometer, men inga invånare. Det mest befolkade sådana området i Tyskland heter Lohheide med 795 invånare (per 2012). Totalt finns 247 kommunfria områden i Tyskland (per 1 januari 2004). De täcker en yta på totalt cirka 1,2 procent av hela landets yta. Det sammanlagda antalet invånare i dessa områden är endast 1 854 (per 31 december 2004).
Grönland har, förutom sina fem kommuner, världens största kommunfria område, nämligen Grönlands nationalpark omfattande en yta på cirka 972 000 km², och det finns ingen bofast befolkning. Även andra, mindre, områden som den amerikanska basen Thule Air Base ligger utanför kommunindelningen.
I Australien finns "icke-inkorporerade" områden (unincorporated areas) i Northern Territory. Större delen av delstaten South Australia hör till det "icke-inkorporerade" Outback Areas Community Development Trust. De västligaste och nordligaste delarna av delstaten New South Wales kallas för Far West Region och är till största delen "icke-inkorporerat". Även i delstaten Victoria, finns några mindre "icke-inkorporerade" områden.
I USA och stora delar av Kanada kallas ett landområde "icke-inkorporerat" (unincorporated areas) om det inte utgör ett eget juridiskt-administrativt område som city, town, village eller liknade (benämningar och innebörd av dessa är varierande beroende på stat). Att "inkorporera" betyder i det här sammanhanget att bilda en kommunal sammanslutning, det vill säga en stad (t.ex. city eller town) som har sin egen styrelse. En icke-inkorporerad ort har alltså i regel ingen egen stadsstyrelse som kan besluta om till exempel beskattning, och orten tillhör vanligen inte heller under någon närliggande stad. Istället kan orten lyda direkt under ett county. Ett county kan i Sverige närmast motsvaras av en kommun (östra USA) eller ett län (västra USA). Begreppet unincorporated areas översätts ibland med kommunfritt område men innebörden är alltså helt annorlunda än den för de områden på andra håll i världen som ovan har exemplifierats.